# Società Polisportiva Tre Fiori
La Società Polisportiva Tre Fiori és un club de futbol sanmarinès de la ciutat de Fiorentino.

## Palmarès
- Lliga de San Marino de futbol:[3]

1987–88, 1992–93, 1993–94, 1994–95, 2008–09, 2009–10, 2010–11, 2019–20
- Coppa Titano de San Marino:[4]

1966, 1971, 1974, 1975, 1985, 2009–10, 2018–19, 2021–22
- Trofeo Federale/Supercopa:[5]

1991, 1993, 2010, 2011, 2019, 2022